# Sondage (sciences sociales)
 (août 2024).
Si vous disposez d'ouvrages ou d'articles de référence ou si vous connaissez des sites web de qualité traitant du thème abordé ici, merci de compléter l'article en donnant les références utiles à sa vérifiabilité et en les liant à la section « Notes et références ».
Pour les articles homonymes, voir Sondage.

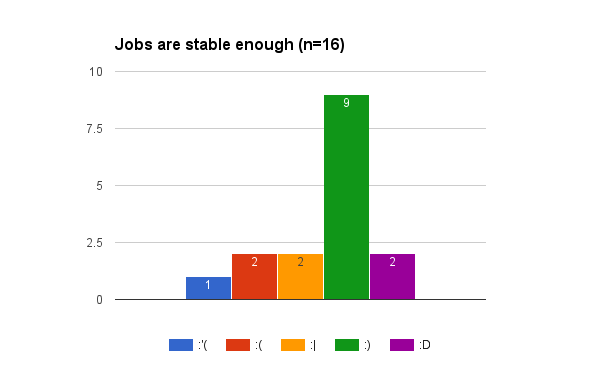
Graphique représentant les résultats d'un sondage

Un sondage en sciences sociales est l'application de la technique des sondages à une population humaine. Le sondage est un outil de mesure quantitative qui vise à donner une image juste d'un phénomène social inaccessible à la simple perception du chercheur qui souhaite l'appréhender.

## Méthodologie

### Remarques préliminaires
Ces points sont à peu près évidents intuitivement.
- La fréquence d'apparition d'un caractère dans un échantillon donne une idée non sur sur cette fréquence dans la population mais seulement une idée imprécise.
- Pour une population de grande taille, l'imprécision est en lien direct avec la taille de l'échantillon.
- Cette imprécision décroît en se rapprochant de zéro lorsque la taille de l'échantillon se rapproche de celle de la population totale.

### Méthode aléatoire
Il s'agit de la méthode la plus facile.
Dans ce cas, les éléments de l'échantillon sont issus d'un tirage aléatoire simple.
Il existe aussi tout un pan de la statistique qui s'occupe des plans d'échantillonnage complexes : tirage stratifié simple (avec allocation proportionnelle ou non), tirage en grappe à un niveau ou plusieurs niveaux, considérations sur la population (infinie ou finie), etc.

### Méthode des quotas
Cependant, un sondage aléatoire peut se révéler impossible ou difficile à mettre en place. En effet, les instituts peuvent ne pas disposer d'un fichier à jour, ou bien la méthode de tirage au sort peut être techniquement difficile, ou bien il est impossible d'interroger les personnes sélectionnées où qu'elles se trouvent. A titre d'exemple, un tirage aléatoire dans un annuaire des numéros de téléphone fixe sous-estimera la population jeune qui possède de moins en moins une ligne fixe, ainsi que les personnes très âgées qui répondent peu au téléphone. Par ailleurs, seule une partie des personnes contactées acceptera de répondre, et rien ne dit que le profil des personnes qui acceptent de répondre soit comparable au profil de la population en général. 
C'est pourquoi les instituts utilisent généralement la méthode des quotas, qui consiste à ne garder, parmi les personnes contactées qui acceptent de répondre, qu'une proportion supposée reproduire approximativement les proportions des diverses catégories socio-démographiques trouvées dans la société. Les enquêtes débutent donc par un questionnaire préliminaire ayant pour but de classer la personne interrogée dans telle ou telle catégorie. 
Il est malheureusement très difficile de trouver des estimateurs non biaisés dans le cas de tels échantillons étant donné que ces échantillons sont non probabilistes et que l'inférence statistique prend ses assises sur les lois de probabilités.

### Questionnaire
Le sondage consiste en une ou plusieurs questions fermées, c'est-à-dire offrant une gamme de réponses préétablies, qui sont soumises au sondé. Les réponses, font l'objet d'un enregistrement, qui passe par une laborieuse étape de saisie des résultats et d'un traitement statistique. Les réponses sont codifiées, à chaque choix (Oui, Non, Parfois, Jamais...) correspond un item auquel est rattaché un code pour faciliter le traitement. Quand les enquêtes se déroulent par téléphone ou à domicile, les enquêteurs peuvent effectuer le travail de saisie directement. Il existe également des enquêtes réalisées par le biais des adresses électroniques. Les questionnaires sont alors envoyés directement sur les messageries des enquêtés et peuvent le cas échéant faire l'objet d'un traitement automatisé des réponses. 
Le salarié qui recueille l'information auprès de l'interviewé s'appelle un enquêteur ou une enquêtrice.
Le questionnaire peut aussi comporter des questions ouvertes. Afin de respecter la déontologie du recueil d'information, l'enquêteur doit rester neutre, et ne doit presque jamais 'interpréter' la réponse. Par exemple, lorsqu'un enquêteur pose une question qui nécessite comme réponse "tout à fait/ plutôt/plutôt pas/pas du tout", si l'interviewé répond "oui", l'enquêteur est tenu d'effectuer une  'relance', afin que l'interviewé se positionne et choisisse " tout à fait ou plutôt". L'enquêteur a comme consigne de ne pas accepter une réponse qui ne figure pas parmi les items d'une question codée. En cela, les sociétés de sondage appliquent la norme édictée par le groupement professionnel SEMO, SYNTEC ETUDE MARKETING OPINION.
Dans les études courantes, l'interviewé est codé selon des critères socio-démographiques : sexe, tranche d'âge (le plus souvent divisées en 15/17, 18/24, 25/34, 35/49, 50/64, et 65 et plus), catégorie socioprofessionnelle (en France, PCS de la personne de référence du ménage), sa profession, sa tranche de revenus (environ une dizaine) , sa proximité partisane (le cas échéant).
Un des problèmes principaux des données collectées par enquêtes est la taille des erreurs de mesure (aléatoires et/ou systématiques). D'après Alwin (2007), ces erreurs constituent en moyenne 50 % de la variance observée dans les réponses. Saris et Gallhofer (2014) et Saris et Revilla (2016) montrent qu'en outre ces erreurs de mesure affectent largement les résultats des enquêtes. En conséquence, il est crucial d'estimer la taille de ces erreurs pour différentes questions (ce qui peut être fait en utilisant le programme Survey Quality Predictor, ou SQP, disponible gratuitement à sqp.upf.edu) et de prendre en compte ces erreurs dans l'analyse des données d'enquêtes : par exemple, De Castellarnau et Saris (2014) proposent une procédure qui permet de le faire facilement.

## Objet des sondages

### Sondage de comportement
Les sondages de comportement cherchent à mesurer ce qu'une population fait concrètement : ses habitudes de consommation, de déplacements... Les sondages de comportement sont particulièrement utilisés par les entreprises privées pour faire des études de marché ou encore pour estimer l'influence d'un média (On pourra, par exemple, citer les enquêtes sur l'écoute de la radio, la lecture des magazines et journaux qui sont fondamentales à ceux-ci pour fixer le prix de leurs publicités) et par les pouvoirs publics pour estimer l'efficacité d'une politique, l'étendue d'un problème, les besoins d'infrastructure...

### Sondage d'opinion
Le sondage d'opinion est le type de sondage le plus fréquemment montré dans les médias et donc le plus visible pour la population. Le sondage d'opinion synthétise les idées d'une population sur diverses questions, politiques, morales, religieuses. Les sondages d'opinion sont utilisés par la presse comme illustration d'articles ou de dossiers et aussi par les pouvoirs publics pour estimer l'accueil qu'une mesure pourra recevoir et adapter leur plan de communication en conséquence. C'est également le type de sondage le plus contesté dans son utilité et sa représentativité.

### Sondage électoral
Le sondage électoral est très particulier en ce qu'il concerne plus précisément les intentions de vote. Il s'intéresse à la fois aux opinions et à un comportement de vote. Bien que le sondage ne mesure que les intentions de vote à un instant particulier avant l'élection, il est très souvent compris comme un système prédictif. 

### Sondage ludique
Plusieurs émissions de jeux télévisés fonctionnent sur le principe de poser des questions aux participants en s'appuyant sur des sondages de la vie courante. C'est le cas de « Une famille en or » et « Qui est le bluffeur ». À la différence des autres quiz de culture générale, dans ces types d'émissions les candidats doivent répondre à des questions sur des résultats de sondages. Les sondages touchent à des domaines presque toujours futiles et ludiques : « Que trouve-t-on souvent dans un sac de femme ? », « Quel est le légume préféré des Français ? », « Que feriez-vous si vous rencontriez E.T. ? », etc.

## Recueil des informations
Différents médias peuvent être employés pour recueillir les informations : le plus souvent, les questions sont posées par un enquêteur qui enregistre les réponses.

### Enquête face à face
Les enquêteurs travaillent sur le trottoir, un questionnaire à la main. Ils abordent les gens en fonction des besoins de l'enquête, en fonction de critères d'âge et de sexe. Les enquêteurs questionnent dans la mesure du possible des individus ayant un profil identique au leur, âge équivalent et sexe identique afin de favoriser un rapport d'égalité dans l'échange d'informations.

### Enquête à domicile
Cette méthode d'enquête, plus rare est généralement utilisée pour les questionnaires un peu long. Elle permet d'introduire des critères sociaux économiques en fonction de la ville et du type de logement habité. S'il est plus difficile d'entrer chez les gens que de les arrêter dans la rue, ils sont également moins pressés et plus à l'aise chez eux. La situation souvent plus confortable permet également d'employer un ordinateur portable et d'éviter ainsi l'étape de la saisie des résultats obtenus sur le terrain

### Enquête téléphonique
L'enquête téléphonique est un moyen simple de joindre les sondés à leur domicile et d'effectuer par défaut un tri sur leur ville et leur quartier d'habitation. Le sondeur n'a également pas à se déplacer d'une habitation à l'autre et peut simplement enchaîner les appels ce qui permet de réduire les coûts. Comme pour le sondage à domicile, les résultats sont directement saisis informatiquement. 
L'usage du téléphone est néanmoins très répandu en marketing et de nombreuses opérations commerciales se montent sous le couvert de sondage ou d'enquête de terrain alors qu'elles sont en réalité destinées à prospecter d'éventuels clients. Cette confusion peut porter préjudice au sondage qui devient suspect quand il se déroule par téléphone.

### Questionnaire auto-administré
Plutôt utilisé par la presse, le questionnaire auto-administré est rempli par la personne enquêtée et renvoyé en fonction de son bon vouloir. Le courrier électronique permet parfois de simplifier la démarche. Le taux de retour est particulièrement faible, il n'est pas rare que le sondage s'accompagne d'une promesse de cadeau pour motiver les réponses. Il n'en demeure pas moins que le taux de réponse ne dépasse jamais quelques pourcents. Cependant, il reste la meilleure façon de construire un échantillon représentatif.

### Sondage sur le web
De très nombreux sites proposent des outils de sondages qui là encore ne permettent pas de créer un échantillon représentatif. Certains sondages permettent même de participer plusieurs fois. Ils sont généralement utilisés pour leur dimension ludique.